# Skúvoyarfjall
Skúvoyarfjall är ett berg i Färöarna (Kungariket Danmark).   Det ligger i sýslan Sandoyar sýsla, i den sydöstra delen av landet, 27 km söder om huvudstaden Tórshavn. Toppen på Skúvoyarfjall är 340 meter över havet, eller 70 meter över den omgivande terrängen. Bredden vid basen är 1,5 km. Skúvoyarfjall ligger på ön Sandoy.
Terrängen runt Skúvoyarfjall är lite kuperad. Havet är nära Skúvoyarfjall åt sydost.  Närmaste större samhälle är Sandur, 10,7 km nordväst om Skúvoyarfjall. Trakten runt Skúvoyarfjall består i huvudsak av gräsmarker.